# HP.115试验机
HP.115试验机是一架由英国亨德里·佩奇有限公司设计制造的三角翼试验机。飞机采用无尾三角翼布置，主要用于模拟、研究超音速客机在低速状态下的横滚特性和操纵性能。HP.115试验机是英国于1960年代所进行超音速飞机研究计划的一部分，并获得英国军需部的研究资助，其所获得的研究成果和经验，对后来由英法两国联合研发的协和飞机拥有重要影响。

## 设计
1950年代起，随着亚音速喷气式客机的普及，超音速客机在当时被普遍视为未来的发展路向，英国也开始对超音速客机进行积极研究。1956年，英國政府成立了超音速运输飞机委员会（Supersonic Transport Aircraft Committee，STAC），联合了英国皇家飞机研究院、亨德里·佩奇有限公司、布里斯托飛機公司等多家英国本土的飞机制造商进行研究，开始探讨开发世界上第一种超音速客机的可行性。在当时已经有两种设计被证明具有适合超音速巡航的气动特性和升阻比，其中一种为阿姆斯特朗-惠特沃斯飞机公司（Armstrong Whitworth Aircraft）提出的M形机翼（M-wing）方案，机翼从翼根开始前掠，到一半翼展以外改为后掠，并采用了按跨音速面积率的蜂腰设计，但设计速度只有1.2马赫。而另一种是较为传统的细长三角翼方案，适用速度范围较广泛，而这种构型也最高有可能达到3马赫的速度。
为了对细长三角翼的低速性能获得更多的了解，亨德里·佩奇公司在英国政府的支持下，于1961年研制了一架设计编号为HP.115的试验机，注册编号为XP841。1961年8月17日，HP.115试验机在英国貝德福德郡瑟莱（Thurleigh）的贝德福德空军基地首飞，试飞员为约翰·亨德森（J.M. Henderson）。在整个超音速客机研究计划中，HP.115试验机主要用于低速试验，而高速试验部分则由Delta 2试验机（BAC 221）进行。
实验证明，采用无尾三角翼布局的HP.115试验机是一架很容易操纵的飞机。飞机除了具有良好、迅速的滚转反应，即使在速度极低的情况下（111公里/小时）仍然能保持安全、有效的控制。HP.115试验机的实验工作一直持续了12年，并为超音速客机的研究提供了大量有关三角翼布局飞机起飞、降落表现的重要数据。1973年，HP.115试验机在完成500小时的飞行试验后正式退役。
1979年6月，HP.115试验机被运送至位于萨默塞特郡约维尔顿海军航空站附近的海军航空兵博物馆（Fleet Air Arm Museum）保存，并公开展出至今。
HP.115试验机的机头采用下垂设计，是由于采用背部进气的原因，机尾装有一具布里斯托·西德利发动机有限公司的“蝰蛇”型涡轮喷气发动机，因此采取这种方式来平衡重心。

## 参看
- 协和飞机
- P.111试验机
- Delta 1试验机
- Delta 2试验机
- 布里斯托223